# Генри Грейс э’Дью
«Генри Грейс э’Дью» (фр. Henry Grace à Dieu — «Генрих милостью Божьей») — английская каракка длиной 50 метров и водоизмещением 1000 тонн, которая была спущена на воду в 1514 году. «Французское» название сразу не понравилось английским морякам и в просторечии корабль чаще именовали «Большой Гарри» (англ. Great Harry), как его стали называть ещё на верфи.

## История
К строительству корабля приступили практически сразу же после того, как в 1512 году в Шотландии спущена на воду каракка «Michael» (также известная как «Великий Михаил»), длиной 73,2 метра и водоизмещением около 1500 тонн, которая стала крупнейшим кораблём своего времени; что английская корона сочла вызовом. «Генри Грейс э’Дью» стал одним из самых амбициозных военных проектов того времени в Европе и был построен главным образом для повышения престижа флота Тюдоров.
«Генри Грейс э’Дью» стал первым кораблём английского флота, имевшим две закрытых батареи (два дека) и считающимся поэтому родоначальником двух и трёхдечных линейных кораблей, составлявших главную ударную силу военно-морских флотов вплоть до появления броненосного судостроения в 1860-х годах.
Корабль был заложен осенью 1512 года корабельным мастером Уильямом Бондом (англ. William Bond), спущен на воду 13 июня 1514 году; тимберован в 1540 году. Стоимость составила около 14 тысяч фунтов стерлингов. Его водоизмещение составляло около 1000 тонн (по некоторым источникам до 1500).
«Генри Грейс э’Дью» имел четыре однодеревных мачты и бушприт, но на последнем кливеров и стакселей ещё не было, а под ним ставился блинд (прямой парус).
Вооружение на момент ввода в эксплуатацию включало: 43 тяжёлых орудия и 141 лёгкое, более половины из которых — самого малого и разнообразного калибра. Пушки размещались на верхней палубе, на надстройках и марсах. Запас пороха составлял: 4800 фунтов крупного, 14400 фунтов мелкого, ядер на пушку 60—120, в зависимости от калибра. Пушки на корабле заряжались уже картузами, изготовляемыми на судне, а не шуфлами. В снабжение корабля входило также около 500 луков, 10 гроссов тетив, 200 пик, большое количество стрел и дротиков.
Якорные цепи были в 51 см (20 дюймов) и 56 см (22 дюйма) (длина звена), кроме того, имелся один восьмидюймовый перлинь. Длина вымпела 46,6 метра (51 ярд).
Шлюп-балки не были ещё изобретены и шлюпки стояли прямо на палубе. Генрих VIII для встречи с Франциском I на «Поле золотой парчи» совершил на судне переход в Кале, выйдя из Дувра 31 мая 1520 года; паруса при этом были парчовые, марсы, полубак, полуют и фальшборт украшены щитами с гербами; с марсов, салингов и флагштоков мачт развевалось множество флагов, гвидонов и вымпелов.
В своё время «Большой Гарри» был лучшим кораблём английского флота, хотя его высокий корпус несомненно сильно «парусил» и трудно предполагать, чтобы он мог ходить в бейдевинд. Уже первые месяцы эксплуатации вскрыли ряд существенных недостатков корабля, среди которых главными стали его низкая манёвренность и неустойчивость при волнении, что отрицательно сказывалось на точности артиллерийского огня.
С учётом этих замечаний в 1536 году корабль реконструировали на верфи в Эри: высота корпуса была уменьшена, тоннаж снизили до 1000 тонн, число орудий сократили до 151, полный экипаж уменьшили до 700—800 человек (301 матрос, 50 артиллеристов; также он мог брать на борт 349 солдат). Корабль получил улучшенное и новаторское расположение рангоута и парусного вооружения с четырьмя трёхсекционными мачтами. Две передние мачты несли прямые паруса (фок, грот, марсели и брамсели), а две задние мачты несли пять латинских парусов, что существенно упрощало работу с парусами и обеспечивало равномерное распределение силы ветра. Корабль стал более скоростным и манёвренным.
В сражениях «Большой Гарри» участвовал довольно редко и был скорее «дипломатическим оружием» Тюдоров, стоя на якоре в гавани. Крупнейшим его сражением стала защита Портсмута от французского флота в 1545 году; в бою 19 июля 1545 года он был значительно повреждён огнём с французских галер.
В 1547 году корабль переименовали в «Эдуард VI» в честь нового короля.
В 1553 году корабль сгорел, стоя на якоре в Вулидже.

## Галерея

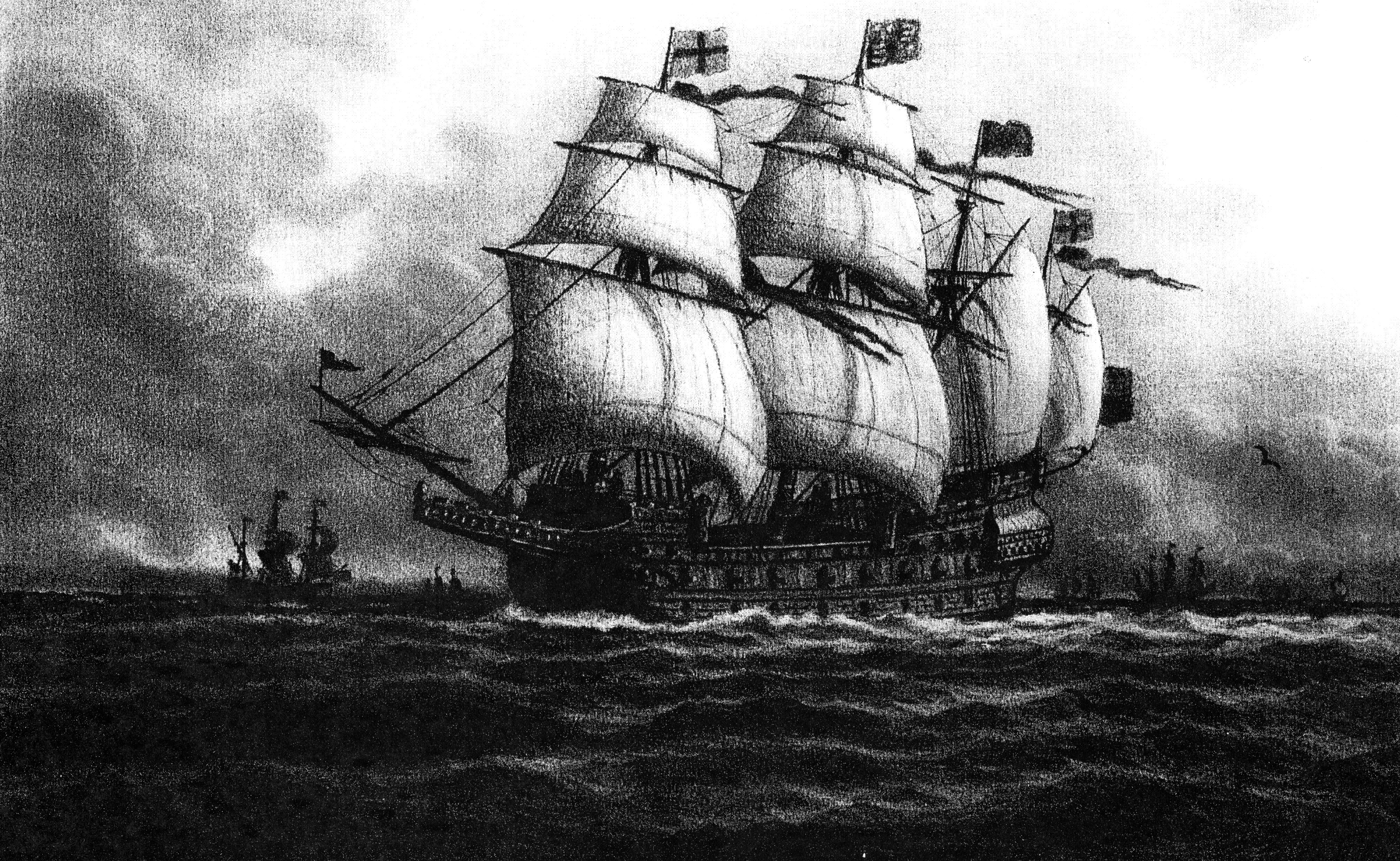
«Генри Грейс э’Дью». Иллюстрация из «Истории судостроения» Людера Аренхольда[англ.] (1891)
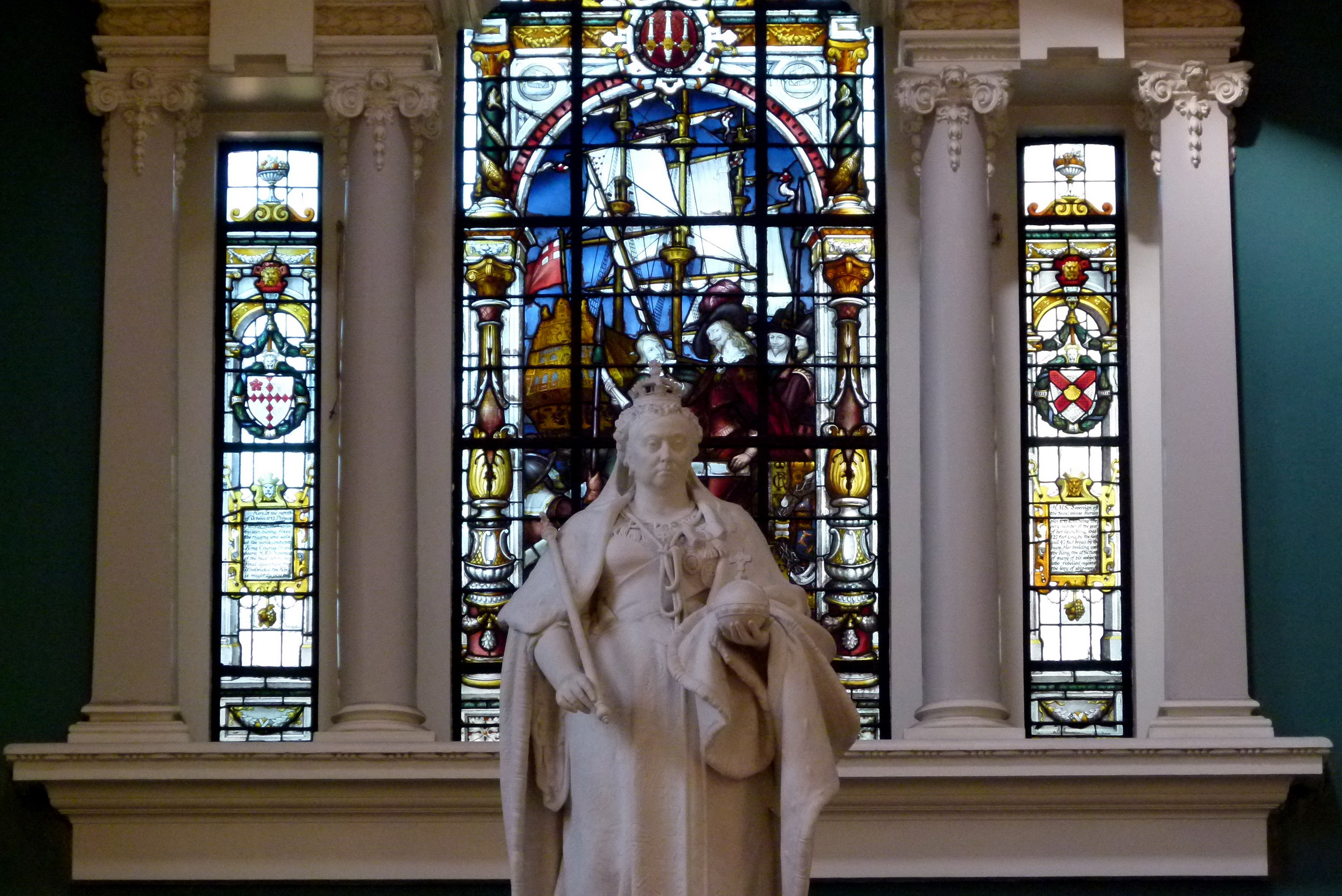
«Генри Грейс э’Дью» на витраже Woolwich Town Hall[англ.]